# Menhir et dolmen de Cailouan
Le menhir et le dolmen de Cailouan sont situés à Plésidy dans le département des Côtes-d'Armor en France.

## Protection
Le menhir de Cailouan fait l’objet d’un classement au titre des monuments historiques depuis 1889.

## Description
Le menhir est en granite, de forme cylindrique avec une base quadrangulaire et un sommet arrondi. Il mesure 8 mètres de haut pour 2,70 mètres de large et 1,70 mètre d'épaisseur.
Le dolmen est situé à 98 mètres  au sud du menhir. Désormais complètement enterré, seule la table de couverture en granite (2,60 mètres de long sur 2,308 mètres de large), de forme quasi circulaire, émerge du sol. Elle repose côté sud sur trois orthostates qui étaient encore visibles au début du XXe siècle.